# Efecte hipercròmic
L'efecte hipercròmic és un notable increment de l'absorbància de l'ADN causada per la desnaturalització de la doble cadena de la molècula d'ADN. Gràcies a l'efecte hipercròmic podem mesurar el grau d'hibridació entre dues catenàries d'ADN. Les bases nitrogenades absorbeixen llum de 260 nm. Quan l'ADN no està desnaturalitzat, les bases estan molt juntes i absorbeixen poca llum. En augmentar la temperatura, l'ADN es desnaturalitza, se separen les dues catenàries i les bases queden més exposades al medi, cosa que fa que augmenti la seva absorbància.